# Pactos de Letrán
Los Pactos de Letrán o Pactos lateranenses fueron una serie de acuerdos firmados el 11 de febrero de 1929 por el cardenal Pietro Gasparri, en nombre del papa Pío XI, y por el primer ministro de Italia, Benito Mussolini, en nombre del rey Víctor Manuel III. Significaron la independencia política de la Santa Sede del Reino de Italia como Estado soberano, así como el restablecimiento pleno de las relaciones entre los representantes de Italia y de la Iglesia católica, rotas desde 1870.

## Origen
Los Estados Pontificios, en los que había gobernado el papa hasta 1870, habían sido invadidos por el Reino de Italia en el proceso de Reunificación italiana y, como consecuencia de ello, el papa y la Santa Sede habían quedado sometidos a la soberanía italiana para todos los efectos prácticos, generando un ambiente de hostilidad entre la Iglesia católica y el Estado italiano, situación denominada la «Cuestión romana».

## Los acuerdos
En los acuerdos de 1929 el gobierno de la Italia fascista, dirigido por Benito Mussolini, admitió reconocer a la Santa Sede como Estado independiente, dotado de facultades de autogobierno y con opción a establecer relaciones diplomáticas. Con ello se restauraba el carácter de Estado soberano para una porción territorial de Roma ocupada físicamente por la Santa Sede y, por ende, para la Iglesia católica. Los pactos de Letrán fueron negociados entre el secretario de Estado (cardenal Pietro Gasparri) en nombre de la Santa Sede y el primer ministro italiano (Benito Mussolini), en nombre del rey Víctor Manuel III.
Existen tres pactos diferentes:
- Un pacto que reconoce la independencia y soberanía de la Santa Sede y que crea el Estado de la Ciudad del Vaticano.
- Un concordato que define las relaciones civiles y religiosas entre el gobierno y la Iglesia en Italia, y que se resume en el lema «Iglesia libre en Estado libre».
- Una convención financiera que proporciona a la Santa Sede una compensación por sus pérdidas en 1870, así como el reconocimiento de la extraterritorialidad y la inmunidad fiscal para diversos palacios apostólicos, basílicas e institutos eclesiásticos.

A través del concordato, el papa acordó enviar a los candidatos para el obispado y el arzobispado al gobierno de Italia, requerir a los obispos que jurasen lealtad al Estado de Italia antes de tomar el cargo y prohibir al clero tomar parte en la política. Italia acordó acomodar las leyes sobre el matrimonio y el divorcio a las reglas de la Iglesia católica —reconociendo plenos efectos civiles únicamente a los matrimonios contraídos por el rito católico, con exclusión del resto— y declarar a los miembros del clero exentos de cumplir el servicio militar obligatorio, así como el restablecimiento de los capellanes castrenses. El concordato representaba, para Pío XI, un compromiso inseparable del tratado, recalcándose por su parte que toda tergiversación del primero por parte del régimen de Mussolini se consideraría como una violación del segundo: «simul stabunt aut simul peribunt».

## Consecuencias
Estos pactos garantizaron a la Iglesia católica el estatus de iglesia oficial del Estado de Italia, así como un poder sustancial en el sistema educativo italiano: se podía imponer la enseñanza de la religión católica incluso en los centros escolares de propiedad estatal, volvió a colocarse el crucifijo en las escuelas (también en los tribunales de justicia) y se concedieron ventajas a las escuelas confesionales, entre otros privilegios. Los pactos fueron revisados y modificados en 1984, principalmente para eliminar al catolicismo como la religión de Estado en Italia y admitir la igualdad legal de otros credos religiosos, tales como el protestantismo y el judaísmo.